# Clássico Rei
O Clássico Rei Potiguar é o maior clássico de futebol do estado do Rio Grande do Norte. É o confronto entre o ABC Futebol Clube e o América Futebol Clube, ambos sediados na cidade do Natal, capital do estado.

## Estatísticas do Clássico Rei
Juntando os dados das partidas válidas pelo Campeonato Potiguar, Campeonato Brasileiro, Copa do Nordeste, outras competições oficiais organizadas pela FNF e CBF, e amistosos temos as seguintes estatísticas:
- Jogos: 560
- Vitórias do ABC: 195
- Vitórias do América: 184
- Empates: 181
- Gols do ABC: 728
- Gols do América: 670

Estatísticas em Jogos Oficiais:
- Jogos: 479
- Vitórias do ABC: 166
- Vitórias do América: 158
- Empates: 155
- Gols do ABC: 630
- Gols do América: 581

Estatísticas pelo Campeonato Estadual:
- Jogos: 395
- Vitórias do ABC: 143
- Vitórias do América: 134
- Empates: 118
- Gols do ABC: 546
- Gols do América: 486

## Maior goleada
A maior goleada entre ABC e América aconteceu em 14 de outubro de 1945, quando, em partida válida pelo campeonato estadual daquele ano, o Alvinegro aplicou um sonoro 8 a 1 no seu maior rival. Os gols desta partida foram marcados por Tico (4), Euclides (2), Pageú e Albano para o ABC. Viana fez o de honra para o América.

## Partida com o maior número de gols
A partida com maior número de gols anotados na história do Clássico Rei foi válido pela final do campeonato estadual de 1933. Esta partida ocorreu no ano posterior, na data de 15 de Abril de 1934, terminando 6 a 4 para o alvinegro. Os gols foram marcados por Xixico (3), Sales, Simão e Oscar para o ABC, descontando Marinheiro, Neném, Cesário e Raimundo Canuto para o América. O jogo foi realizado no Juvenal Lamartine. Segue a ficha técnica da partida:
- Ficha Técnica:

| 15 de abril de 1934 | ABC                              | 6 – 4 | América                                        | Juvenal Lamartine       |
|                     | Xixico , · Sales · Simão · Oscar |       | Marinheiro · Neném · Cesário · Raimundo Canuto | Árbitro: Reinaldo Praça |

- ABC: Daniel; Nezinho e Dorcelino; Adalberto, Mário e Elias; Pereirão, (Rodolfo), Oscar, Simão, Xixico e Sales (Augusto). Técnico: Vicente Farache.
- AMÉRICA: Édson; Paulo e Hemetério; Moreira, Teixeira e Nóbrega; Aciolly, Marinheiro, Neném, Cesário e Raimundo. Técnico: NC.

## Maior Invencibilidade
A maior invencibilidade no clássico em jogos oficiais é do América. Entre os anos de 1980 e 1983, o clube alvirrubro ficou 24 partidas oficiais sem perder para seu maior rival. Foram, no total, 7 vitórias e 17 empates:
1980 - 5 jogos
- Campeonato Estadual – 02/11/1980 - América 4–1 ABC (Marinho Apolônio(3) e Paulo César Cascavel / Jonas)
- Campeonato Estadual – 16/11/1980 - América 2–0 ABC (Paulo César Cascavel e Didi Duarte)
- Campeonato Estadual – 19/11/1980 - América 2–1 ABC (Didi Duarte e Marinho Apolônio / Juarez)
- Campeonato Estadual – 29/11/1980 - América 1–1 ABC (Paulo César Cascavel / Jonas)
- Campeonato Estadual – 01/12/1980 – América 0–0 ABC

1981 – 9 jogos
- Taça Cidade do Natal -12/04/1981 – América 0–0 ABC
- Taça Cidade do Natal – 15/04/1981 – América 1–1 ABC (Didi Duarte / Noé Soares)
- Taça Cidade do Natal – 24/05/1981 - América 1–1 ABC (Norival / Juarez)
- Taça Cidade do Natal – 27/05/1981 – América 0–0 ABC
- Campeonato Estadual – 12/07/1981 – América 1–0 ABC (Norival)
- Campeonato Estadual – 02/08/1981 – América 1–1 ABC (Norival / Alberi)
- Campeonato Estadual – 13/09/1981 – América 1–1 ABC (Sandoval / Noé Soares)
- Campeonato Estadual – 18/10/1981 – América 0–0 ABC
- Campeonato Estadual – 29/11/1981 - América 3–2 ABC (Sandoval, Miltão e Beca / Juarez e Peri)

1982 – 10 jogos
- Taça Cidade do Natal – 24/04/1982 – América 1–1 ABC (Didi Duarte / Pernambuco)
- Taça Cidade do Natal – 23/05/1982 - América 2–0 ABC (Curió e Didi Duarte)
- Taça Cidade do Natal – 19/06/1982 - América 3–3 ABC (Tulica, Curió, Arié[contra] / Marinho Apolônio, Noé e Alberi)
- Taça Cidade do Natal – 23/06/1982 – América 0–0 ABC
- Taça Cidade do Natal – 09/07/1982 - América 1–1 ABC (Severinho / Marinho Apolônio)
- Campeonato Estadual – 22/08/1982 – América 0–0 ABC
- Campeonato Estadual – 10/10/1982 - América 2–1 ABC (Silva(2) / Neinha)
- Campeonato Estadual – 14/11/1982 – América 0–0 ABC
- Campeonato Estadual – 17/11/1982 – América 0–0 ABC
- Campeonato Estadual – 21/11/1982 - América 2–2 ABC (Junior e Silva / Soares e Neinha)

## Maiores Goleadores
A lista a seguir detalha os maiores artilheiros do Clássico Rei. Devido as inconstâncias dos dados anteriores à adoção do profissionalismo no futebol do Rio Grande do Norte, trazemos apenas os maiores goleadores da era profissional (a partir de 1950):
- Maior artilheiro do Clássico Rei (pelas duas equipes):

Marinho Apolônio - 23 gols (13 pelo América e 10 pelo ABC).
- Maior artilheiro do América de Natal

Baíca - 15 gols
- Maior artilheiro do ABC Futebol Clube

Sérgio Alves - 14 gols

## Gol mais rápido
O gol mais rápido do Clássico Rei, e um dos mais rápidos da história do futebol, foi marcado por Didi Duarte, meio-campista do América, no clássico do dia 15 de abril de 1981, em jogo válido pela Taça Cidade do Natal daquele mesmo ano. O gol aconteceu logo após o início da partida. Ao ver o goleiro Caetano do ABC adiantado, Didi Duarte bateu do centro do campo encobrindo o goleiro e marcando o gol aos 5 segundos de partida.
A partida terminou com o placar de 1 a 1, com Noé Soares empatando para o alvinegro. Apenas 8.287 pagantes presenciaram tal feito, que seria recorde mundial se houvesse sido registrado por imagens. Conta-se que a TVU, única estação de TV do Estado naquela época, ainda não tinha começado a transmissão da partida. Segue a ficha técnica da partida.
- Ficha Técnica:

| 15 de abril de 1981 | ABC        | 1 – 1 | América           | Castelão                               |
|                     | Noé Soares |       | Didi Duarte 5seg' | Público: 8,287 Árbitro: Cézar Virgílio |

- ABC: Caetano, Joel, Domício, Cláudio Oliveira e Betinho (Gelson), Arié, Paulinho e Noé Soares, Juarez, Da Silva e Babá.
- AMÉRICA: César Etcheverry, Saraiva, Norival, Odélio e Wassil Mendes, Jorge Bonga, Gilson Lopes e Didi Duarte, Sandoval, Marinho Apolônio e Severinho.

## Recorde de Público
O maior público do Clássico Rei aconteceu no campeonato estadual de 1976, no dia 04 de Julho de 1976, no Estádio Machadão (ainda chamado de Castelão). Na ocasião as torcidas de ABC e América colocaram 50.486 pagantes no antigo estádio da Lagoa Nova. Este é o maior público pagante registrado no Rio Grande do Norte.
- Ficha Técnica:

| 4 de julho de 1976 | ABC                    | 1 – 2 | América                         | Castelão                                                      |
|                    | Zé Carlos Olímpico 61' |       | Ivanildo Arara 29' · Alberi 58' | Público: 50,486 Renda: Cr$ 628.060,00 Árbitro: Oscar Scolfaro |

- ABC: Helio Show, Fidelis, Pradera, Vagner e Vuca (Orlando); Drailton e Danilo Meneses; Noé Silva, Zé Carlos (Zé Carlos Olimpico), Reinaldo e Macunaíma.
- America: Otávio; Olimpio, Joel Santana, Odelio e Cosme; Juca Show, Alberi e Hélcio Jacaré; Ronaldinho, Pedrada (Washington) e Ivanildo Arara.
- Expulsão: Hélcio Jacaré

## Maiores Públicos da história do Clássico Rei
Os maiores públicos do Clássico Rei em jogos oficiais foram todos no Estádio Machadão, durante a década de 70. Segue a lista.
1. 50.486 pagantes – América 2–1 ABC (Ivanildo e Alberi / Zé Carlos) , pelo Estadual de 1976 (04/07/1976).
2. 49.081 pagantes – ABC 3–0 América (Reinaldo 2x e Noé Silva), pelo Estadual de 1976 (09/05/1976).
3. 48.000 pagantes – América 1–0 ABC (Olavo), pela Taça Cidade do Natal de 1973 (18/03/1973).
4. 43.154 pagantes – ABC 1–0 América (Zé Carlos), pela Taça Cidade do Natal de 1976 (22/02/1976).
5. 43.144 pagantes – ABC 4–2 América (Morais, Demolidor(2) e Libânio / Santa Cruz(2)), pelo Estadual de 1973 (22/07/1973)
6. 38.920 pagantes – ABC 2–1 América (Morais e Jaílson / Afonsinho), pelo Estadual de 1973 (20/05/1973).
7. 38.700 pagantes – ABC 0–0 América, pelo Estadual de 1976 (25/07/1976).
8. 36.401 pagantes – ABC 3–0 América (Noé Soares, Santa Cruz e Danilo Menezes), pelo Brasileiro de 1977 (20/11/1977).
9. 36.200 pagantes – ABC 0–0 América, pelo Estadual de 1976 (17/08/1976).
10. 35.983 pagantes – América 2–2 ABC (Washington e Davi / Alberi e Anchieta), pela Seletiva de 1974 (13/02/1974)

## Maiores Públicos do Clássico Rei no Arena das Dunas
Os maiores públicos do Clássico Rei em jogos oficiais no Arena das Dunas.
1. 21.369 pagantes – América 2–1 ABC (Jean Patric e Alison/ Maurício), pela Final do Potiguar de 2019 (24/04/2019)
2. 18.573 pagantes – América 1–2 ABC (Hiltinho / Rodrigo Rodrigues e Ivan), pela Final da Copa Cidade do Natal de 2019 (20/02/2019
3. 15.178 pagantes – América 3–4 ABC (Tiago Orobó (2) e Daniel Costa / João Paulo (2), Marlon, Wallyson), pela 6° rodada da Copa Cidade do Natal de 2020 (22/01/2020)
4. 12.765 pagantes – América 1–1 ABC (Souza / Wallyson), pela Final do Potiguar de 2025 (22/03/2025)
5. 12.679 pagantes – América 3–3 ABC (Rômulo(2) e Flávio Boaventura / Tiago Dutra (gc), Echeverría e Márcio Passos), pela Final do Potiguar de 2016 (01/05/2016)
6. 10.888 pagantes – ABC 0–1 América (Wálber), pela Copa Cidade do Natal (06/04/2014)
7. 10.178 pagantes – América 3–2 ABC (Adriano Pardal, Arthur Maia e Rafinha / Suéliton e Lúcio Flávio), pela Copa RN de 2014 (23/02/2014)
8. 9.826 pagantes – América 0–2 ABC (Kayke e Wellington Bruno), pela Copa RN de 2015 (19/04/2015)
9. 9.248 pagantes – América 0–2 ABC (Dênis Marques(2)), pela Série B de 2014 (03/05/2014)
10. 9.080 pagantes – América 3–0 ABC (Cascata, Guilherme e Adriano Pardal), pela Copa Cidade do Natal de 2018 (27/01/2018)
11. 8.953 pagantes – ABC 0–0 América, pela Série B de 2014 (13/09/2014).